# معركة ترانكوسو
معركة ترانكوسو في 29 مايو 1385 بين مملكة البرتغال وتاج قشتالة.
كانت من أوائل المعارك بعد تتويج جواو الأول ملكاً للبرتغال، بحيث أرسل خوان الأول جيشاً إلى منطقة بيرا البرتغالية تحدياً لهم، بحيث ارتكاب الفظائع وتعرضت مدينة بازو واحدة من أكبر البرتغال للنهب والحرق، ولكن عندما كانوا عائدين إلى قشتالة مع غنائمهم والعديد من الأسرى، باغثهم الجيش البرتغالية الواقف بشكل دفاعي، في حين القشتاليين استفادوا من الهجوم، ولكن بسبب التوجيه السيئة، أصبحت خسائر كبيرة بين صفوفهم، حيث قتل حوالى 400 شخص وقتل ستة من قادتهم سبعة،  واستطاع الجيش البرتغالي تحرير الأسرى واسترداد جميع الأشياء المنهوبة مأخوذة من مدنهم.